# 云岭

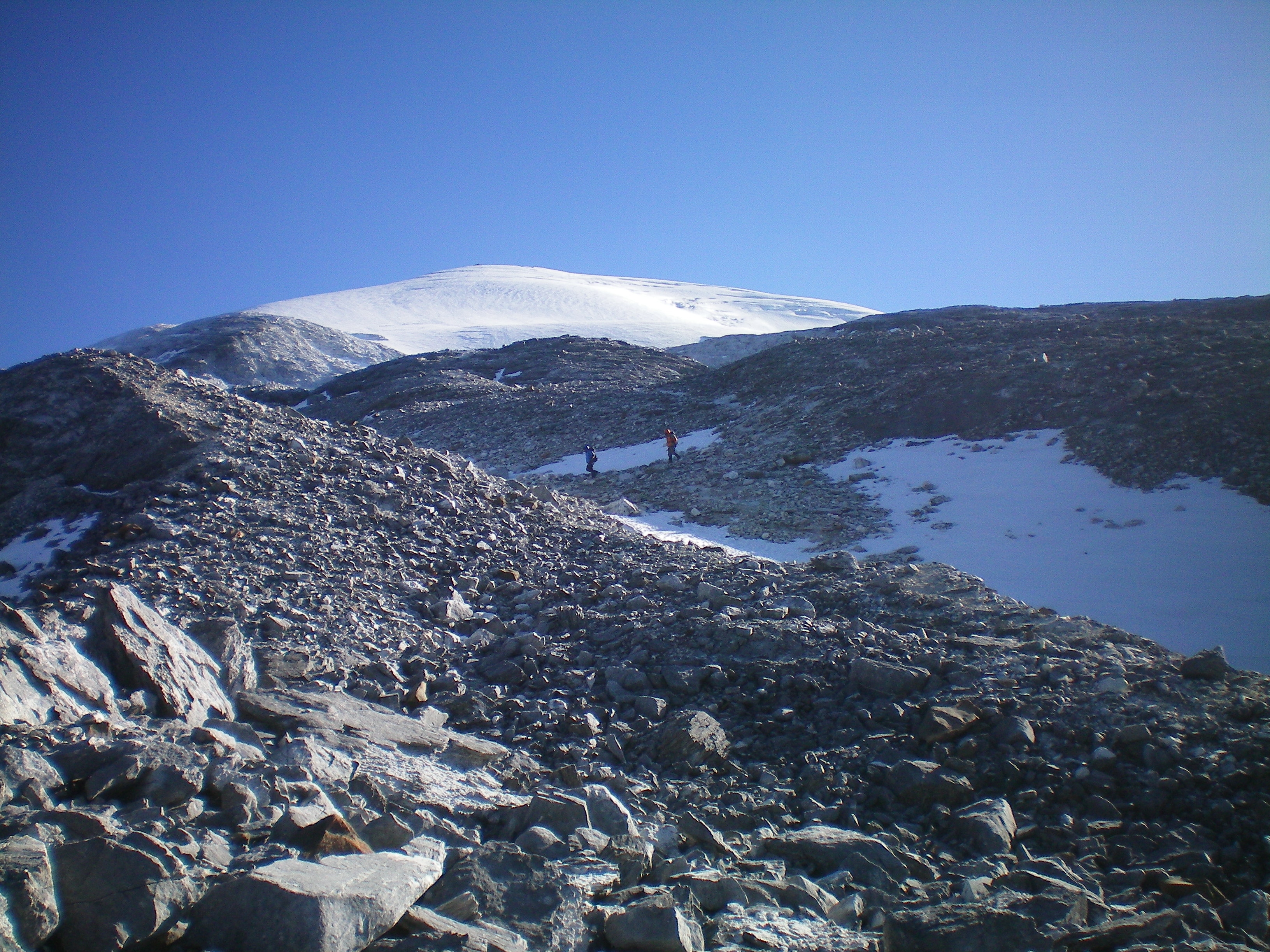
位于云南省香格里拉县三坝乡境内的哈巴雪山。

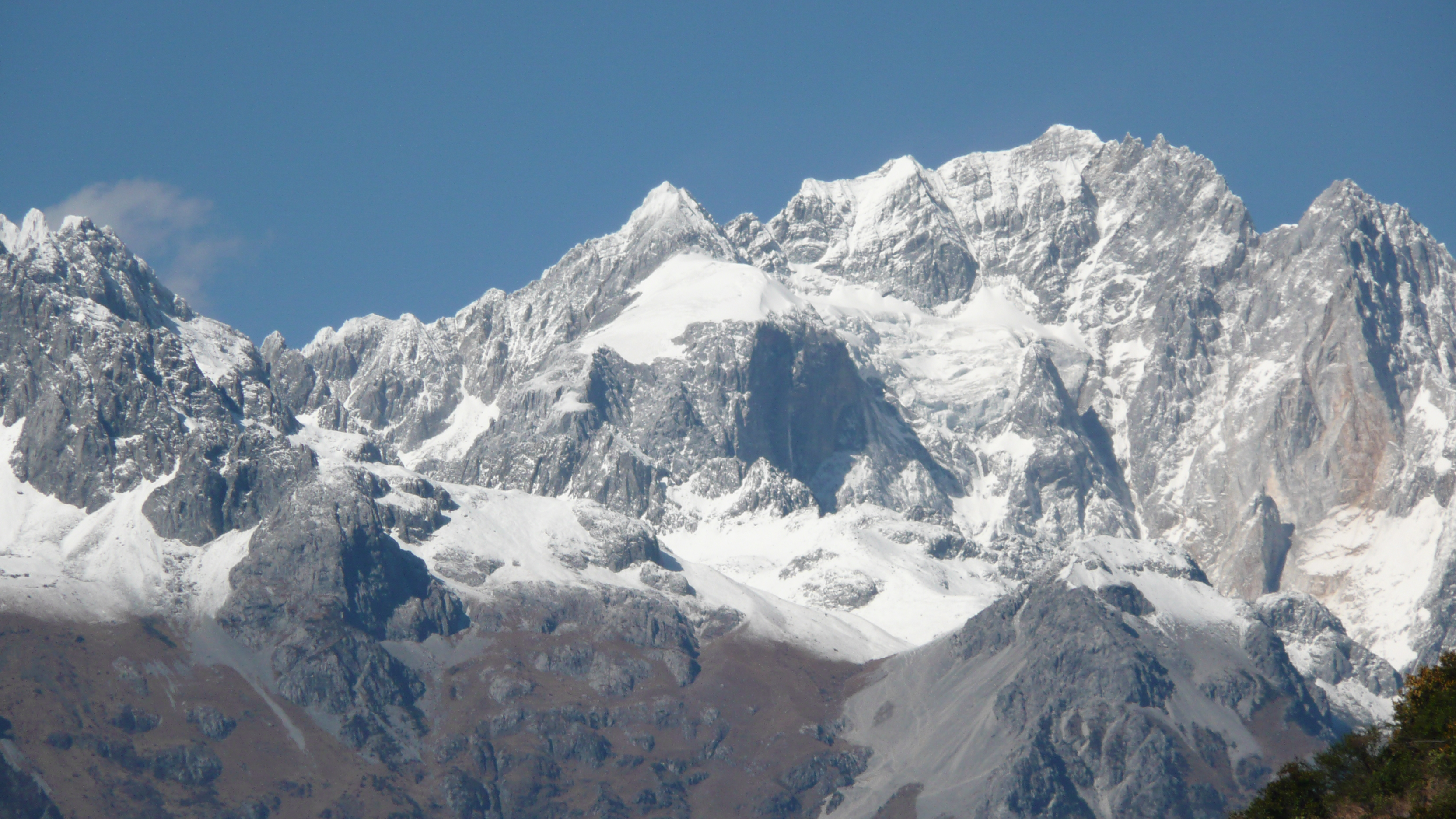
位于云南省丽江市境内的玉龙雪山。

云岭位于中国西南部，是横断山脉中宽度最大、分布面积最广的一列山地。北段在四川省和西藏自治区境内，由两列山地和一块起伏和缓的残余高原组成，金沙江从中间流过，西侧的一列山地称芒康山；东侧的一列称为沙鲁里山。山体在迪庆藏族自治州北部进入云南省，两列山地合称云岭。地势北高南低，北部山地平均海拔约5000米，包括白马雪山、甲午雪山、察里雪山、哈巴雪山和玉龙雪山等著名山峰。南部山峰高度逐渐降低，海拔在4500米以下，著名山峰有老君山、点苍山、雪邦山等。
云岭从云南省德钦县东南部开始，山体由2支分为3支：
- 西支基本呈南北走向，西侧紧贴澜沧江，东侧以支巴洛河河谷，罗普河河谷，通甸、马登宽谷，以及槽涧、漾濞谷地为界。北窄南宽，主要由中生界红色地层组成。海拔一般在3000米左右，主要山地有白马雪山、清水郎山和雪盘山等，最高峰是白马雪山主峰，海拔5429米。山地内分布有断陷坝子，如云龙坝、兰坪坝、维西坝等。
- 中支北起金沙江谷地，向南经玉龙纳西族自治县石鼓镇、剑川宽谷到大理附近，包括丽江地区西部及大理白族自治州中西部的山地。由古生界、中生界的变质岩和中生界的红色地层组成。中支山地北部海拔在4500米左右，南段下降到3000米左右，仅个别山峰在4000米以上。主要山地有察里雪山、甲午雪山、老君山、罗坪山和点苍山等。最高峰是察里雪山主峰，海拔5534米。山地内的坝子主要有石鼓坝、洱源坝和剑川坝等。
- 东支在中支以东，向东渐渐与滇中红色高原相接。山地由古生界变质岩、中生界石灰岩等组成。北部地势高耸，山地海拔一般均在4000米以上，向南逐渐降低高度。主要山地有哈巴雪山、玉龙雪山和绵绵山等，最高峰是玉龙雪山主峰，海拔5596米。金沙江在东支山地中，有一个近“N”型的弯转，把山地切成几段，山地的北部，面积较宽，河流在外围穿过，切割深，山峰顶部起伏和缓，残余高原面保存完整，在石灰岩分布区，喀斯特地貌比较发育，高原面上分布有面积较大的断陷坝和湖泊，如大小中甸坝、宁蒗坝、永宁坝和泸沽湖、碧塔海、拉市海等。

云岭山地的西支和中支延伸到巍山县、弥渡县以南，山体逐渐变宽变矮，海拔一般都低于3000米，习惯上称这一带的山地为云岭余脉。云岭余脉由两支山地组成，东支哀牢山，西支无量山。
云岭是澜沧江与金沙江的分水岭，受到两江及其支流的强烈切割，垂直高差很到，北部一般在1500～2500米，南部为1000～2000米，最大超过4000米。气候和生物群落的垂直变化明显。北部山顶为暖温带、温带或寒带气候，河谷为中亚热带、北亚热带气候。南部山顶为亚热带季雨林和亚热带常绿阔叶林，谷地为北热带季风气候和雨林。动植物资源丰富，国家级自然保护区有白马雪山、苍山洱海、哀牢山、无量山。